# Березівка (Борисовський район)
Березівка (біл. вёска Бярозаўка) — село в складі Борисовського району Мінської області, Білорусь. Село підпорядковане Велятичівській сільській раді, розташоване в північно-східній частині області.